# North Texas Soccer Club
North Texas Soccer Club é um clube americano de futebol que joga na USL League One. A equipe pertence e é a equipe reserva do FC Dallas, clube da Major League Soccer, com sede em Frisco, Texas, com quem dividem o Toyota Stadium . A equipe foi anunciada como membro fundador da League One no dia 2 de novembro de 2018.  Em 2019 se tornou o primeiro campeão da USL League One considerada terceira divisão no sistema de ligas de futebol dos Estados Unidos.  

## História
Em 2 de novembro de 2018, o clube foi anunciado que o FC Dallas iria ter uma equipe reserva na  USL League One em 2019.  O nome do clube, North Texas SC, foi anunciado em 6 de dezembro de 2018. 

## Elenco atual
- Atualizado em 12 de maio de 2021.

Legenda
- : Capitão